# Nils Dahlbeck
Nils Erik Dahlbeck, född 13 mars 1911 i Tierps församling, död 19 december 1998 i Kållereds församling i Västra Götalands län, var en svensk botanist och medarbetare i radio och TV.

## Biografi
Nils Dahlbeck var son till kyrkoherde Leonard Dahlbeck och Anna Dahlbeck, född Strandell, och växte upp på en prästgård nära Tierps kyrka.
Han arbetade inom Svenska Naturskyddsföreningen åren 1936–1951 och var redaktör för tidskriften Svensk Natur 1938–1951. År 1945 disputerade Dahlbeck vid Uppsala universitet med doktorsavhandlingen Strandwiesen am südöstlichen Öresund.
Hans verksamhet vid Sveriges Radio innebar att han först var planeringschef, därefter distriktschef för Sveriges Radio – Göteborg tiden 1955–1964. Inom Sveriges Radio främjade Dahlbeck intresset för naturen och redogjorde för och förespråkade naturskydd och naturvård. Som främsta medel för detta ledde han under perioden 1955–1977 radioprogrammet Naturen och vi tillsammans med Nils Linnman, och tillsammans med Torleif Ingelög startade han Floraväktarna år 1987.
Dahlbeck medverkade även som Kapten Bäckdahl i barnprogrammet Humle och Dumle.
Dahlbeck var gift första gången med Elsie af Klercker och andra gången med Gunnel Alberts. Han är begravd på Kållereds kyrkogård.

## Utmärkelser
I Göteborg har Dahlbeck en spårvagn (M29 821) och en gata, där TV-huset "Synvillan" tidigare stod, uppkallad efter sig.